# Myasishchev M-4
El Myasishchev M-4 (en ruso: Мясищев M-4, designación USAF/DoD: Tipo 37, designación OTAN: Bison), apodado Molot (en ruso: Молот, Martillo), fue un bombardero estratégico tetrarreactor diseñado por Vladímir Myasishchev y fabricado en la Unión Soviética en la década de 1950, proporcionando un bombardero capaz de atacar objetivos en Norteamérica. La Oficina de diseño Myasishchev se constituyó para la construcción de este bombardero.

Miasíshchev M-4.

## Historia
Vladimir M. Myasishchev cooperó a partir de 1924 en el diseño y desarrollo de un buen número de modelos de aviones de combate, pero es más conocido por un tipo propio, el Myasishchev M-4, que fue el primer bombardero pesado de largo alcance y tetrarreactor soviético, puesto en servicio operativo. 
A continuación de su primer vuelo de prueba, a principios de 1953, poco después del primer vuelo del Boeing B-52 Stratofortress, el M-4 fue mostrado por primera vez en público en la Plaza Roja de Moscú, cuando efectuó una pasada a baja cota en la festividad de Primero de Mayo de 1954 y fue filmado por los medios de prensa de todo el mundo.
Debido a la aparición de nuevos misiles tácticos con mayor precisión, embarcados en submarinos y barcos de guerra, estos bombarderos de largo alcance quedaron anticuados y no se continuó con el desarrollo de nuevos modelos de producción en serie, debido a su función muy específica de atacar objetivos enemigos en caso de una guerra convencional o nuclear, pero recientemente, con los acuerdos de limitación de armas estratégicas START II entre Rusia y Estados Unidos para desmantelar los misiles, se ha iniciado un nuevo programa de diseño y desarrollo, para la construcción de nuevos bombarderos de largo alcance, que volarán en el nuevo siglo y serán el resurgimiento de este tipo de aviones bombarderos.

## Diseño
Es un avión bombardero pesado de largo alcance monoplano cantiléver de implantación media con ala en flecha de sección profunda. El M-4 presenta el timón vertical de profundidad y los elevadores traseros con superficies también aflechadas, con grandes alas principales y cuatro motores de turbina. 
Su tren de aterrizaje retráctil, grande y pesado, comprende dos unidades principales en tándem bajo el fuselaje, similares al del occidental B-52, cada una con un bogie de cuatro ruedas, y dos aterrizadores de equilibrio, con dos ruedas cada uno y que se retraen en los bordes marginales de las alas principales. 
El fuselaje central es de sección circular e incorpora un compartimento proel presurizado, torreta caudal y una voluminosa bodega interna de armas en posición ventral, entre los dos trenes de aterrizaje. La planta motriz comprende cuatro turborreactores, instalados en las raíces alares, de 8700 kg de empuje unitario, como el diseño del avión de pasajeros de Inglaterra de Havilland DH.106 Comet y su versión militar Hawker Siddeley Nimrod.
Diseñado para llevar armas termonucleares en su bahía de carga, sobre distancias intercontinentales para atacar los territorios de Europa y Estados Unidos, entró en servicio en 1956 y recibió el nombre codificado de la OTAN de "Bison-A"; se cree que se llegaron a construir solamente un total de 100 ejemplares en todas sus variantes. El M-4 inicial impresionó a los funcionarios soviéticos, sin embargo, pronto se supo que el bombardero tenía una autonomía insuficiente para atacar los Estados Unidos y volver a la Unión Soviética. 
Solo unos pocos M-4 del modelo original producido, están todavía en servicio. Cierto número de bombarderos "Bison-A" fueron modificados con mejoras Up-grade para convertirlos en aviones cisterna, con un sistema de aprovisionamiento de combustible por manguera flexible y canasta, montado en la bodega de armas. 
Para solucionar la falta de autonomía, la Oficina de diseño Myasishchev introdujo el 3M, conocido en Occidente como Bisón-B de reconocimiento marítimo, que era considerablemente más potente que la versión previa. Este nuevo modelo voló por primera vez en 1955. Entre otras cosas, dos de las cinco barquetas artilladas originales fueron retiradas para aligerar el peso del aparato y además se sustituyó el morro acristalado, muy común en los bombarderos de esa época, por uno sólido para instalar un nuevo radar. 
En esa época, no fue la Fuerza Aérea Soviética (VVS) la que estaba interesada en el 3M, sino la Aviación Naval Soviética (AV-MF). Aunque no tuviese la capacidad de bombardear Washington D. C., el 3M tenía suficiente autonomía para suplir las necesidades de un avión de reconocimiento marítimo de larga distancia. En 1959, el 3M rompió numerosos récords mundiales, aunque en los países occidentales se creyó, y continuó creyendo hasta 1961, que el 3M era el mismo que el original M-4, por lo que la capacidad de los M-4 fue ampliamente sobrestimada por los servicios de inteligencia occidentales.
A principios de la década de 1960 fue introducido el nuevo diseño mejorado Bison-C, cuya especialidad era la búsqueda por radar. Para ese momento, muchos de los originales M-4 habían sido convertidos en M-4-2, como aviones cisterna para el reabastecimiento en vuelo. Más adelante, los 3M fueron convertidos en 3MS-2 y 3MN-2,con las mismas funciones de reabastecimiento en vuelo. Una versión, que fue especialmente adaptada con dos timones verticales gemelos para cargar un contenedor aerodinámico sobre su fuselaje y apoyar el programa espacial soviético, transportó al primer prototipo del Transbordador Burán sobre su fuselaje central. Los bombarderos M-4 y 3M nunca entraron en combate y ninguno fue transformado para el ataque a baja altitud, tal como se hizo con algunos B-52, pero cumplieron con su función de disuasión nuclear para evitar una guerra mundial contra occidente; no fueron exportados a ningún aliado de la Unión Soviética, por su función muy especializada. 
La producción en serie del bombardero pesado Bison más moderno finalizó en 1963, y hasta ese momento se habían construido 93 aparatos. El último avión convertido a cisterna M-4-2 fue retirado del servicio en 1994.
El avión Myasishchev VM-T se basó en el diseño del avión cisterna 3MN-2.

## Usuarios
Unión Soviética
- Fuerza Aérea Soviética
- Aviación Naval Soviética

## Especificaciones (Myasishchev M-4)

### Características generales
- Tripulación: 8
- Longitud: 48,7 m (159,8 ft)
- Envergadura: 50,5 m (165,8 ft)
- Superficie alar: 326,4 m² (3512,9 ft²)
- Peso vacío: 79 700 kg
- Peso máximo al despegue: 181 500 kg
- Planta motriz: 4× turborreactores Mikulin AM-3A.
  - Empuje normal: 85,75 kN (19 280 lbf) de empuje cada uno.

### Rendimiento
- Velocidad nunca excedida (Vne): 947 km/h (588 MPH; 511 kt)
- Alcance: 8100 km
- Alcance en combate: 5600 km (3024 nmi; 3480 mi)
- Techo de vuelo: 11 000 m (36 089 ft)

### Armamento
- Cañones: 

  - 9x NR-23 de 23 mm ó
  - 6x AM-23 de 23 mm
- Puntos de anclaje: 4 con una capacidad de hasta 24 000 kg en carga interna y externa., para cargar una combinación de:  
  - Bombas: convencionales y nucleares

## Aeronaves similares
- Boeing B-47 Stratojet
- Boeing B-52 Stratofortress
- Rockwell B-1 Lancer
- Dassault Mirage IV
- Avro Vulcan
- Handley Page Victor
- BAC TSR-2
- Tupolev Tu-22